# Rafael da Silva Francisco
Rafael da Silva Francisco, meglio noto come Rafinha (Guarulhos, 4 agosto 1983), è un ex calciatore brasiliano, di ruolo centrocampista.

## Caratteristiche tecniche
È un esterno destro.

## Carriera
È cresciuto nelle giovanili del Portuguesa.

## Palmarès

### Club

#### Competizioni nazionali
- Supercoppa saudita: 1

Al-Shabab: 2014
- Coppa del Brasile: 2

Cruzeiro: 2017, 2018